# Zuidelijke zeeolifant
De zuidelijke zeeolifant (Mirounga leonina) is een van de twee soorten zeeolifanten. De wetenschappelijke naam van de soort werd in 1758 als Phoca leonina gepubliceerd door Carl Linnaeus.

## Kenmerken
De zeeolifant dankt zijn naam aan zijn grootte en het feit dat de volwassen mannetjes een lange slurf hebben, waarmee ze buitengewoon luid kunnen brullen, vooral tijdens de paringstijd. Mannetjes kunnen 6,5 meter lang worden en tot 4000 kilogram wegen. Er is een groot verschil in grootte tussen de vrouwtjes (koeien) en de mannetjes (stieren).

## Voedsel
Zeeolifanten zoeken in diep water naar voedsel. Ze kunnen tot meer dan 2000 meter diep duiken en meer dan twee uur onder water blijven. Het geregistreerde duikrecord van een zeeolifant staat sinds 2009 op 2388 meter. Hiermee is de zuidelijke zeeolifant buiten de walvisachtigen het diepst duikende zoogdier. Ze voeden zich met koppotigen zoals inktvis en grote vissen inclusief haaien. In zee blijven ze veel onder water en komen tussen twee duiken slechts enkele minuten boven water.

## Voortplanting
Vrouwtjes worden gemiddeld 20 jaar oud en zijn vanaf 3 tot 4 jaar vruchtbaar. Mannetjes zijn na vijf jaar volwassen, maar bereiken pas op achtjarige leeftijd de alfa-status. Mannetjes worden gemiddeld 14 jaar oud. In een seizoen kan één mannetje tot 40 vrouwtjes bevruchten.

## Verspreiding
Zuidelijke zeeolifanten komen voor rond Antarctica. 's Zomers verblijven ze aan de kust en 's winters in het water. Ze kwamen in grote aantallen voor in Tasmanië, maar zijn er praktisch uitgeroeid door de zeerobbenindustrie. Meestal worden ze gezien op de kusten van Nieuw-Zeeland en Zuid-Afrika. Ze groeien op de eilanden voor Antarctica op. De grootste populatie, bijna de helft van alle levende zeeolifanten, leeft op Zuid-Georgia. Verder komen er nog flinke populaties voor op Macquarie-eiland (meer dan 80.000 dieren), Heard-eiland en de Kerguelen. In het midden van de negentiger jaren werd de totale populatie geschat op 650.000 zeeolifanten. De aantallen lijken licht achteruit te gaan. De soort staat mogelijk onder druk van de opwarming van de aarde: door het opwarmen van het zeewater zoeken zijn prooien het koudere, diepere water op en moet de zeeolifant dus dieper duiken om voedsel te vinden. Hierdoor blijft er minder tijd over voor het jagen zelf.

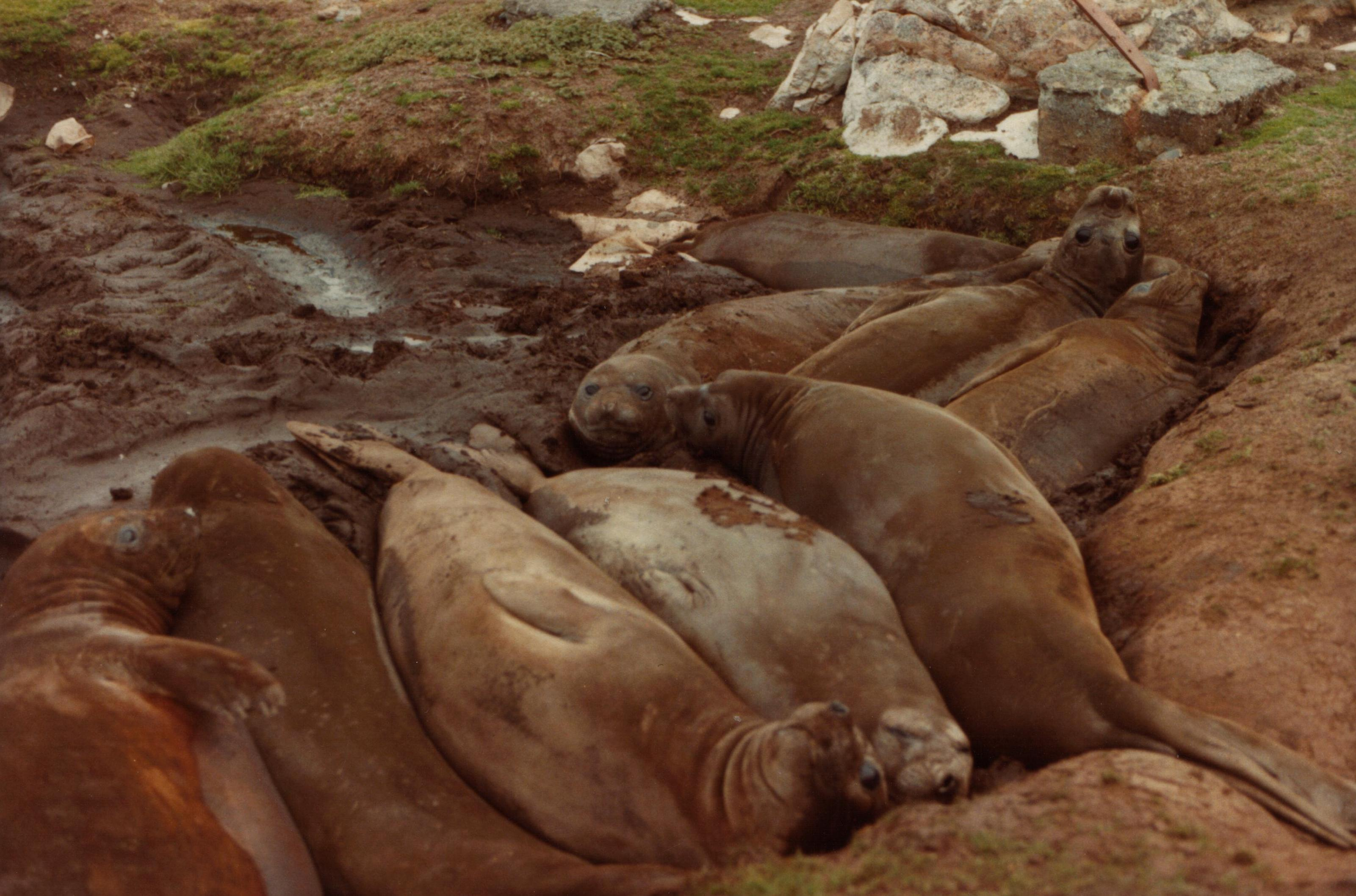
Jongen van zuidelijke zeeolifanten nemen een modderbad
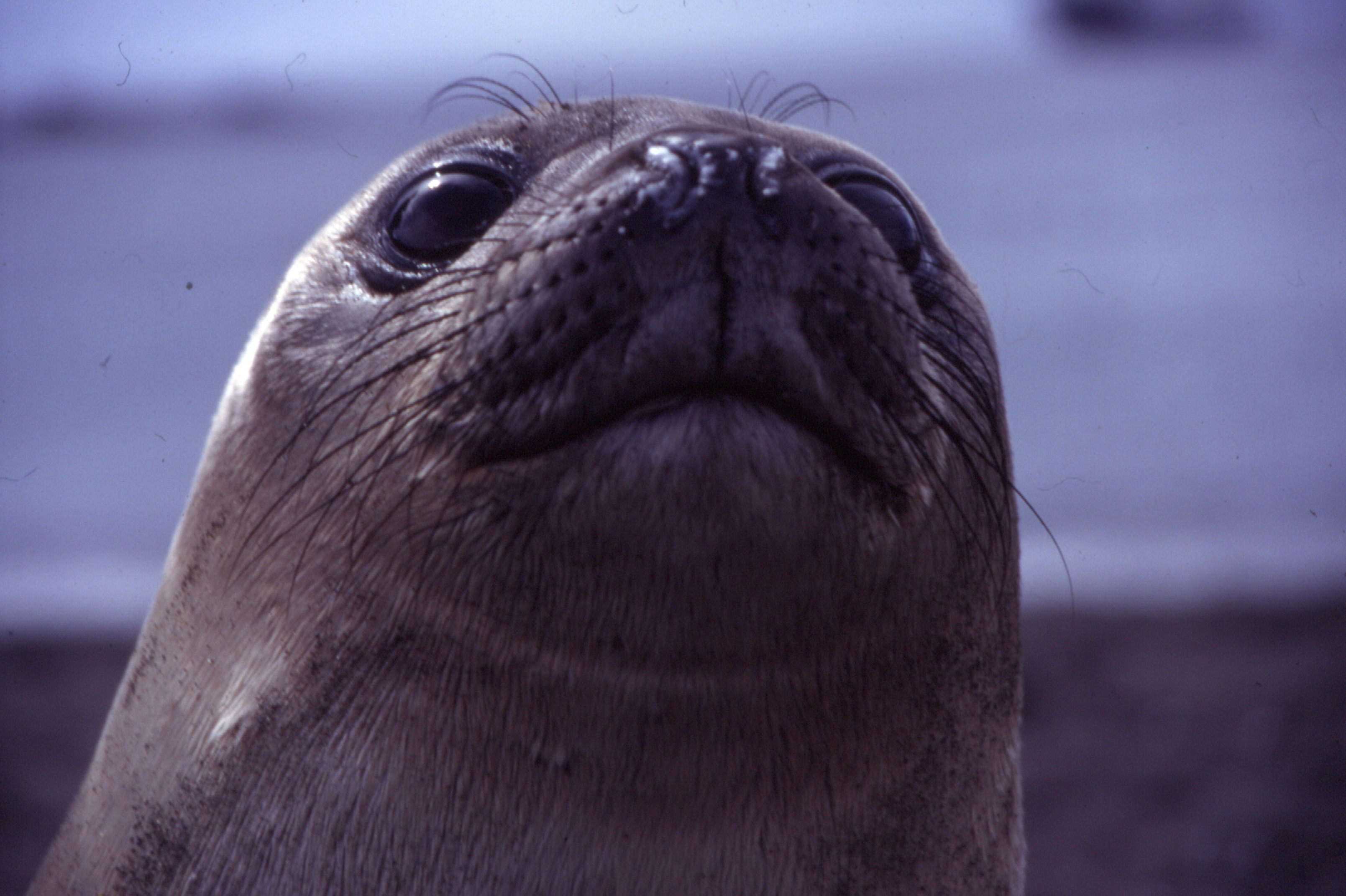
Jonge zuidelijke zeeolifant op de Crozeteilanden
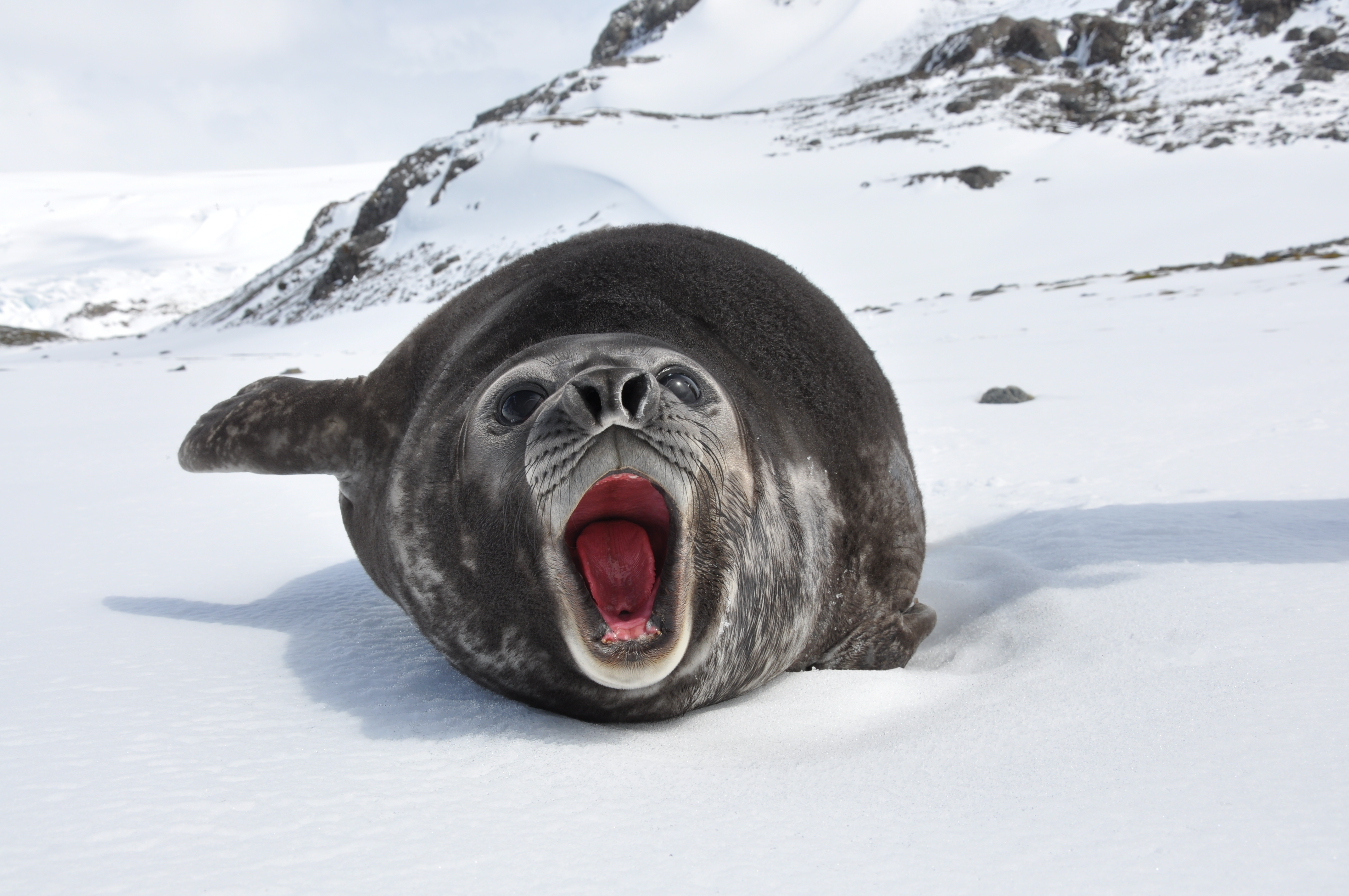
Een jong op het eiland Zuid-Georgia